# 5 000 meter för herrar i friidrott vid olympiska sommarspelen 1996
5 000 meter för herrar vid olympiska sommarspelen 1996 i Atlanta avgjordes 31 juli-3 augusti. 

## Medaljörer
| Gren        | Guld                        | Guld     | Silver             | Silver   | Brons                    | Brons    |
| 5 000 meter | Vénuste Niyongabo · Burundi | 13.07,96 | Paul Bitok · Kenya | 13.08,16 | Khalid Boulami · Marocko | 13.08,37 |

## Resultat
- Q innebär avancemang utifrån placering i heatet.
- q innebär avancemang utifrån total placering.
- DNS innebär att personen inte startade.
- DNF innebär att personen inte fullföljde.
- DQ innebär diskvalificering.
- NR innebär nationellt rekord.
- OR innebär olympiskt rekord.
- WR innebär världsrekord.
- WJR innebär världsrekord för juniorer
- AR innebär världsdelsrekord (area record)
- PB innebär personligt rekord.
- SB innebär säsongsbästa.
- w innebär medvind > 2,0 m/s

### Final
| Placering | Namn idrottare          | Final    | Semi     | Heat     |
| --------- | ----------------------- | -------- | -------- | -------- |
|           | Venuste Niyongabo (BDI) | 13.07,96 | 14:03.48 | 13:54.53 |
|           | Paul Bitok (KEN)        | 13.08,16 | 13:27.61 | 13:54.45 |
|           | Khalid Boulami (MAR)    | 13.08,37 | 13:29.72 | 13:54.72 |
| 4.        | Dieter Baumann (GER)    | 13.08,81 | 14:03.75 | 13:52.00 |
| 5.        | Tom Nyariki (KEN)       | 13.12,29 | 14:03.21 | 13:51.47 |
| 6.        | Bob Kennedy (USA)       | 13.12,35 | 13:27.90 | 13:54.57 |
| 7.        | Enrique Molina (ESP)    | 13.12,91 | 14:04.08 | 13:51.55 |
| 8.        | Brahim Lahlafi (MAR)    | 13.13,26 | 13:27.73 | 13:51.25 |
| 9.        | Shem Kororia (KEN)      | 13.14,63 | 13:27.50 | 14:02.75 |
| 10.       | Fita Bayisa (ETH)       | 13.18,30 | 13:30.88 | 13:50.61 |
| 11.       | Ismaïl Sghyr (MAR)      | 13.22,89 | 14:04.23 | 14:02.71 |
| 12.       | Gennaro Di Napoli (ITA) | 13.28,36 | 13:28.80 | 14:03.56 |
| 13.       | Reda Benzine (ALG)      | 13.42,34 | 13:37.52 | 14:03.06 |
| 14.       | Stephane Franke (GER)   | 13.44,64 | 13:40.94 | 14:06.34 |
| 15.       | Aissa Belaout (ALG)     | 14.06,52 | 14:04.56 | 13:51.96 |

### Icke-kvalificerade
| Placering | Namn idrottare                  | Semi     | Heat     |
| --------- | ------------------------------- | -------- | -------- |
| —         | Jonathan Wyatt (NZL)            | 13.47,81 | 13:52.56 |
| —         | Anacleto Jiménez (ESP)          | 13:50.90 | 14:16.57 |
| —         | Miroslav Vanko (SVK)            | 13:51.45 | 13:54.88 |
| —         | John Morapedi (RSA)             | 13:54.43 | 13:54.30 |
| —         | Shaun Creighton (AUS)           | 13:55.23 | 14:04.08 |
| —         | Assefa Mezgebu (ETH)            | 14:05.48 | 13:54.89 |
| —         | Stefano Baldini (ITA)           | 14:06.45 | 13:55.41 |
| —         | John Nuttall (GBR)              | 14:08.39 | 13:52.16 |
| —         | Cormac Finnerty (IRL)           | 14:08.88 | 13:54.01 |
| —         | Khmees Abdalla Seif Eldin (SUD) |          | 14:15.21 |
| —         | José Ramos (POR)                | 14:24.81 | 14:17.26 |
| —         | Shadrack Hoff (RSA)             | 14:16.14 | 14:05.97 |
| —         | Jim Spivey (USA)                | 14:27.72 | 13:53.16 |
| —         | Julian Paynter (AUS)            | 14:23.60 | 14:00.25 |
| —         | Adalberto García (BRA)          |          | 14:28.64 |
| —         | Manuel Pancorbo (ESP)           | 14:39.64 | 13:57.42 |
| —         | Sidi Ahmed Ould Mohamedou (MTN) |          | 15:29.16 |
| —         | Henry Moyo (MAW)                |          | 14:30.53 |
| —         | Matt Giusto (USA)               |          | 14:30.76 |
| —         | William Roldán (COL)            |          | 14:39.50 |
| —         | Abukar Adani (SOM)              |          | 15:19.80 |
| —         | Haile Gebrselassie (ETH)        | -        | DNS      |
| —         | Armando Quintanilla (MEX)       | -        | DNS      |
| —         | Luis Jesus (POR)                | -        | DNS      |
| —         | Aloys Nizigama (BDI)            | -        | DNS      |
| —         | Alyan al-Qahtani (KSA)          | -        | DNS      |